# Gerda Brodbeck
Gerda Brodbeck (* 1944 in Sulz am Neckar; † 2008 ebenda) war eine deutsche Malerin und Grafikerin.

## Leben

### Werdegang
Die ersten Porträts von Gerda Brodbeck entstanden bereits 1958.
Sie besuchte die Handelsschule, um Industriekaufmann zu werden und absolvierte zum Erwerb des Abiturs die Abendschule in Berlin.
Von 1968 bis 1974 besuchte sie die Hochschule der Künste Berlin (heute Universität der Künste Berlin) und war dort Meisterschülerin von Hans Jaenisch; in dieser Zeit wurde 1969 ihr Sohn geboren. Nach Beendigung des Studiums zog sie nach Tübingen um und wurde Vertragslehrerin an einem Gymnasium, bevor sie 1980 nach Stuttgart, in das von der Stadt geförderte Künstlerhaus Stuttgart, umzog.
2001 wurde sie als Gastprofessorin an die Staatliche Akademie der Bildenden Künste Stuttgart berufen. 
Ein Teil ihres Nachlasses befindet sich im Künstler:innenarchiv der Stiftung Kunstfonds.

### Künstlerisches Wirken
In den Bildern von Gerda Brodbeck stand immer der Mensch im Mittelpunkt, der sich zu der Situation, in der er steckt, bekennt. Sie malte die Personen im Bild vom Betrachter abgewandt, so werden unter anderem in ihrem Werk Vater und Sohn die Personen von hinten gezeigt, um die herum nur blaue Leere ist. Es ist eine Idylle, von der der Betrachter ausgeschlossen bleibt. Meistens malte sie Frauen und Mädchen, die in ruhigen Posen sitzend oder stehend verharren, ohne einer Tätigkeit nachzugehen oder Emotionalität zum Ausdruck zu bringen.
Ihre Bilder, die dem Realismus zugerechnet werden, waren immer psychologisch tiefgründig, gingen über das Dargestellte hinaus in weiterliegende, oft psychologische Regionen, die der Betrachter mit seinen eigenen Erfahrungen ergänzen konnte.
Neben Ölgemälden und zahlreichen Kohlezeichnungen finden sich Rötel- und Farbstiftzeichnungen in ihrem Nachlass. Ihre Farbpalette reduzierte sich auf erdige Töne, oft ins Rot übergehend, in früheren Arbeiten verwendet sie auch blasse Blau- oder Grüntöne.

## Mitgliedschaften
Seit 1998 war Gerda Brodbeck Mitglied im Künstlerbund Baden-Württemberg.

## Stipendien
- 1980: Stipendium der Kunststiftung Baden-Württemberg.[2]
- 1984: Stipendium der Deutschen Akademie Rom Villa Massimo.
- 1988: Stipendium des Cité Internationale des Arts Paris.
- 1998: Stipendium der Kunststiftung ZF Friedrichshafen.
- 2002: Stipendium des Else-Heiliger-Fonds der Konrad-Adenauer-Stiftung Berlin.
- 2002: Stipendium der Kunststiftung Baden-Württemberg.
- 2004: Stipendium Cité Internationale des Arts, Paris.

## Ausstellungen (Auswahl)
- 3. März bis 31. März 1985: im Schloss Schramberg.[3]
- 9. Oktober bis 23. November 1986: Zeichnungen in Galerie der Stadt Stuttgart.
- 28. November bis 28. Dezember 1998: als Stipendiatin der ZF-Kulturstiftung mit Fühlen – Wahrnehmen – Sein im Zeppelin Museum in Friedrichshafen.
- 1998: Ausstellung im Museum im Ritterhaus in Offenburg.
- 2000: Ausstellung im Braith-Mali Museum in Biberach.
- 2000 bis 2001: Gruppenausstellung des Württembergischen Kunstvereins Stuttgart.
- 16. Februar bis 21. April 2003: Gerda Brodbeck, Bettina van Haaren mit Zwiesprachen im Kunstverein Reutlingen.[4]
- 2004: Teilnahme an der 1. Biennale der Zeichnung im Kunstverein Eislingen.
- 8. Mai 2005 bis 26. Juni 2005: Gemeinsame Ausstellung mit Tillmann Damrau in der Galerie Kornhaus in Kirchheim unter Teck.[5]
- 2005: Sentir – Fühlen, Retour de Paris # 61 im Institut Français Stuttgart.
- 21. November 2007 bis 27. Januar 2008: Robert Metzkes, Gerda Brodbeck mit Skulpturen und Zeichnungen & Arbeiten auf Papier im Haus am Lützowplatz in Berlin.[6]
- 16. Februar 2008 bis 16. März 2008: Arbeiten auf Papier in der Galerie Alte Post für den Kunstverein Eislingen.[7]
- 19. November bis 20. Dezember 2013: Grafik aus dem Archiv im Künstlerarchiv Brauweiler in Pulheim.[8]

## Werke (Auswahl)
- Fischer. 1973.
- Wien. 1973.
- Sofafrau II. 1981.
- Liebe. 1981.
- Die Schachspieler. Ohne Datum.
- Feierabend im Dominikanermuseum Rottweil.
- In den Crona Kliniken des Universitätsklinikums Tübingen befinden sich großformatige Gemälde von ihr.[9]